# Эфко
«Эфко» — российская компания, управляющая несколькими предприятиями масложировой промышленности, крупнейший российский производитель спецжиров и маргарина, также выпускает майонез, растительные масла, кетчупы, молочные и кисломолочные продукты, входит в тройку крупнейших компаний российского агропромышленного комплекса.
Головной офис расположен в Алексеевке, представительства — в Москве, Воронеже и Тамани, производственные площадки — в Белгородской, Воронежской, Московской и Свердловской областях, в Краснодарском крае и Казахстане.

## История
Основана в 1994 году на базе приватизированного комбината по малому выпуску парфюмерно-косметических изделий, синтетических душистых веществ и эфирных масел — производственного объединения «Эфирное» из Алексеевки. Двумя годами позже производство было переориентировано на выпуск подсолнечного масла, бутилированная продукция получила торговую марку «Слобода».
В 1998 году вышла на рынок майонеза и через год выпустила майонез с оливковым маслом. С 2002 года освоено производство спецжиров для пищевой промышленности, в том числе маргарина.
С 2005 по 2011 год американская пищевая корпорация Bunge приобретала блокирующие пакеты ряда предприятий «Эфко», аналитики предрекали скорое поглощение российской компании американской, но позже стало известно об обратном выкупе акций топ-менеджментом «Эфко».
В 2007 году был запущен завод по производству майонеза в Екатеринбурге и выведен на рынок ряд новых торговых марок. Через год компания создала также производственную площадку в Тамани (Краснодарский край), а в 2011 году был осуществлен запуск в эксплуатацию завода по производству майонеза в Ногинске (Московская область)
В 2012 году вышла на рынок кетчупов с торговой маркой «Слобода». В 2013 году было запущено производство мыловаренной продукции.
В 2015 году состоялось открытие завода по переработке молока и выход на рынок йогуртов. Параллельно было куплено мыловаренное предприятие «Финист» в Воронежской области, начат выпуск туалетного мыла и открыта производственная площадка в Казахстане с инвестициями более 11 млрд тенге.
В 2017 году начато строительство сервисно-селекционного центра в Алексеевке с семенным заводом по сое мощностью до 25 тыс. тонн семян в год и лабораторией молекулярного анализа с центром прикладных исследований.
В 2023 году «Эфко» совместно с Институтом цитологии и генетики СО РАН и Новосибирским государственным университетом подписали соглашение о создании биотехнологической лаборатории для генетических исследований. Основные направления — разработка платформ для создания высокоэффективных штаммов-продуцентов, необходимых для производства ингредиентов для пищевой промышленности и сельского хозяйства, а также разработка и применение технологий геномного редактирования для сельскохозяйственных растений и создание платформ для геномной селекции.

## Собственники и руководство
Контрольный пакет акций ОАО «Эфко» (94,65 %) принадлежит ОАО «Эфко продукты питания», основные владельцы этого юрлица: Валерий Кустов — 28,37 %, Галина Меррэй — 15 %, Валерий Сергачев — 15 %, Евгений Ляшенко — 11,8 %.
Исполнительный директор «ЭФКО» Сергей Иванов.

## Деятельность
Совокупная мощность переработки масличных — два миллиона тонн в год. Крупнейший российский импортёр пальмового масла, контролирует около половины российского рынка пальмового масла.
Компании принадлежат несколько заводов в Алексеевке Белгородской области — по производству подсолнечных рафинированных и нерафинированных масел и майонезов, кетчупов, молочной и кисломолочной продукции, по производству специализированных жиров и маргаринов. Также компания владеет производственной площадкой по выпуску майонезов в Свердловской области, заводами по переработке масличных и по производству специализированных жиров и маргаринов в Тамани (посёлок Волна) и в Алма-Ате (Казахстан), мыловаренным и маргариновым заводами в Воронежской области. Помимо этого, компания управляет (владеет долей) заводом по производству майонеза в городе Ногинске Московской области.
Компания продаёт растительные масла, йогурты, спреды и майонезы, кетчупы, молоко под торговой маркой «Слобода», растительные масла под маркой «Altero», майонезы под маркой «Пикник». Также выпускает специализированные жиры и маргарины, в том числе заменители молочного жира, кондитерские жиры, кулинарные жиры, кондитерские жиры фритюрные, заменители масла какао и другие виды.
По итогам 2016 года занимает первое место на рынке специализированных жиров и маргаринов, второе место на рынке майонеза, третье — в экспорте подсолнечного масла, четвёртое — на рынке бутилированного подсолнечного масла.

### Показатели деятельности
Численность персонала компании на начало 2021 года составляет более 17,5 тысячи человек. Выручка за 2019 год составила 122 млрд рублей, чистая прибыль — 1,8 млрд рублей. Выручка за 2022 год составила 277 млрд рублей, показав рост в 24%.